# باشگاه فوتبال زنان یوونتوس
باشگاه فوتبال زنان یوونتوس (به ایتالیایی: Juventus Football Club femminile) در تاریخ ۱ ژوئیه ۲۰۱۷ در شهر تورین تأسیس شد.
این تیم اولین بازی تاریخ خود را در کوپا ایتالیا بانوان ۱۸–۲۰۱۷ در مقابل تورینو انجام داد و توانست با نتیجه ۱۳–۰ پیروز شود و تا به امروز این برد، بهترین برد این تیم است.

## افتخارات
| لیگ بانوان ایتالیا (۳): - قهرمانی: ۳ ۲۰۱۷–۱۸; ۲۰۱۸–۱۹; ۲۰۱۹–۲۰ |
| جام حذفی بانوان ایتالیا (۱): - قهرمانی: ۱ ۲۰۱۸–۱۹              |
| سوپر جام بانوان ایتالیا (۱): - قهرمانی: ۲ ۲۰۱۹; ۲۰۲۰           |